# 24-Stunden-Rennen von Spa-Francorchamps 1929

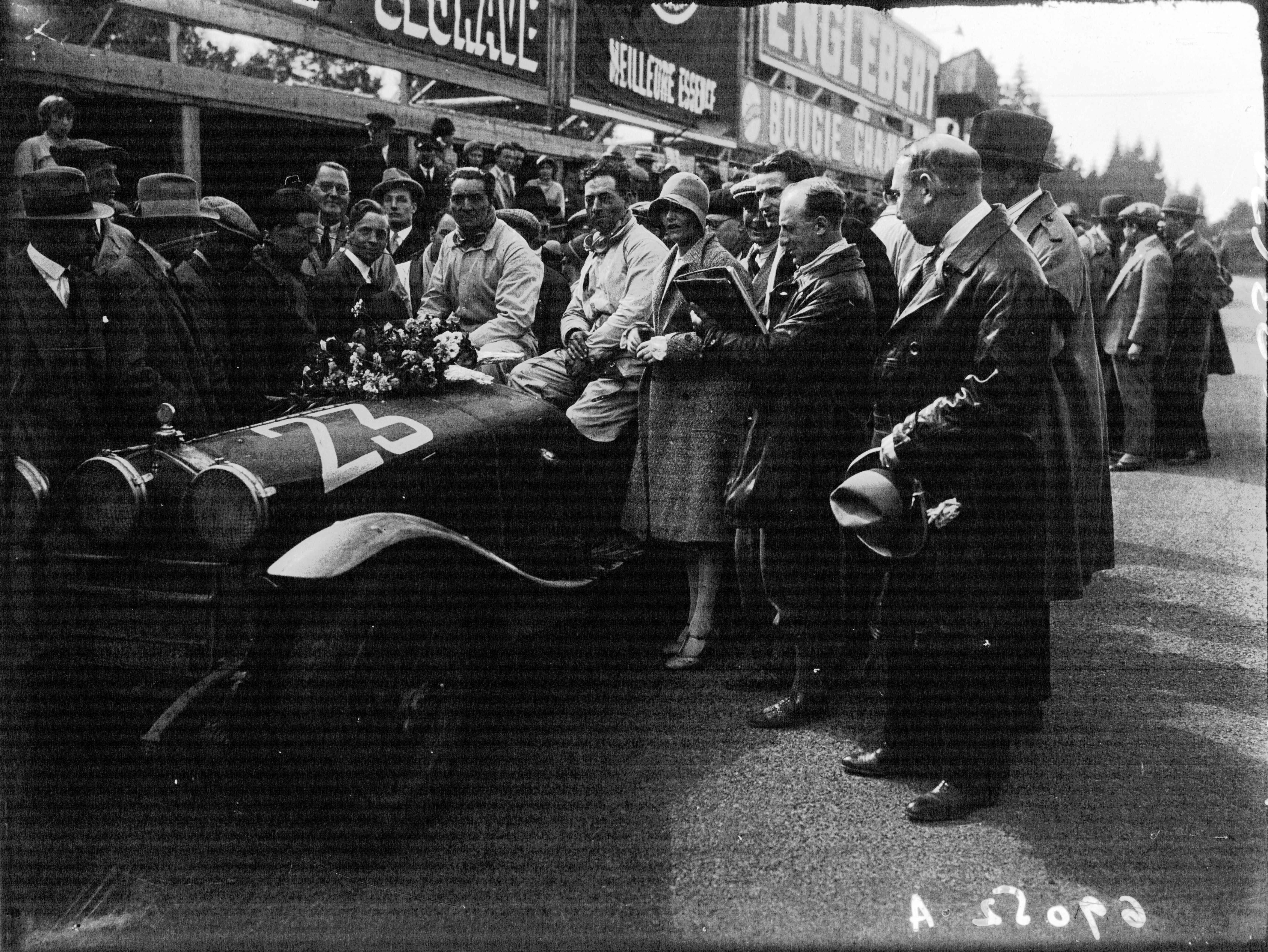
Robert Benoist und Attilio Marinoni in ihrem Siegerwagen nach der Zieldurchfahrt

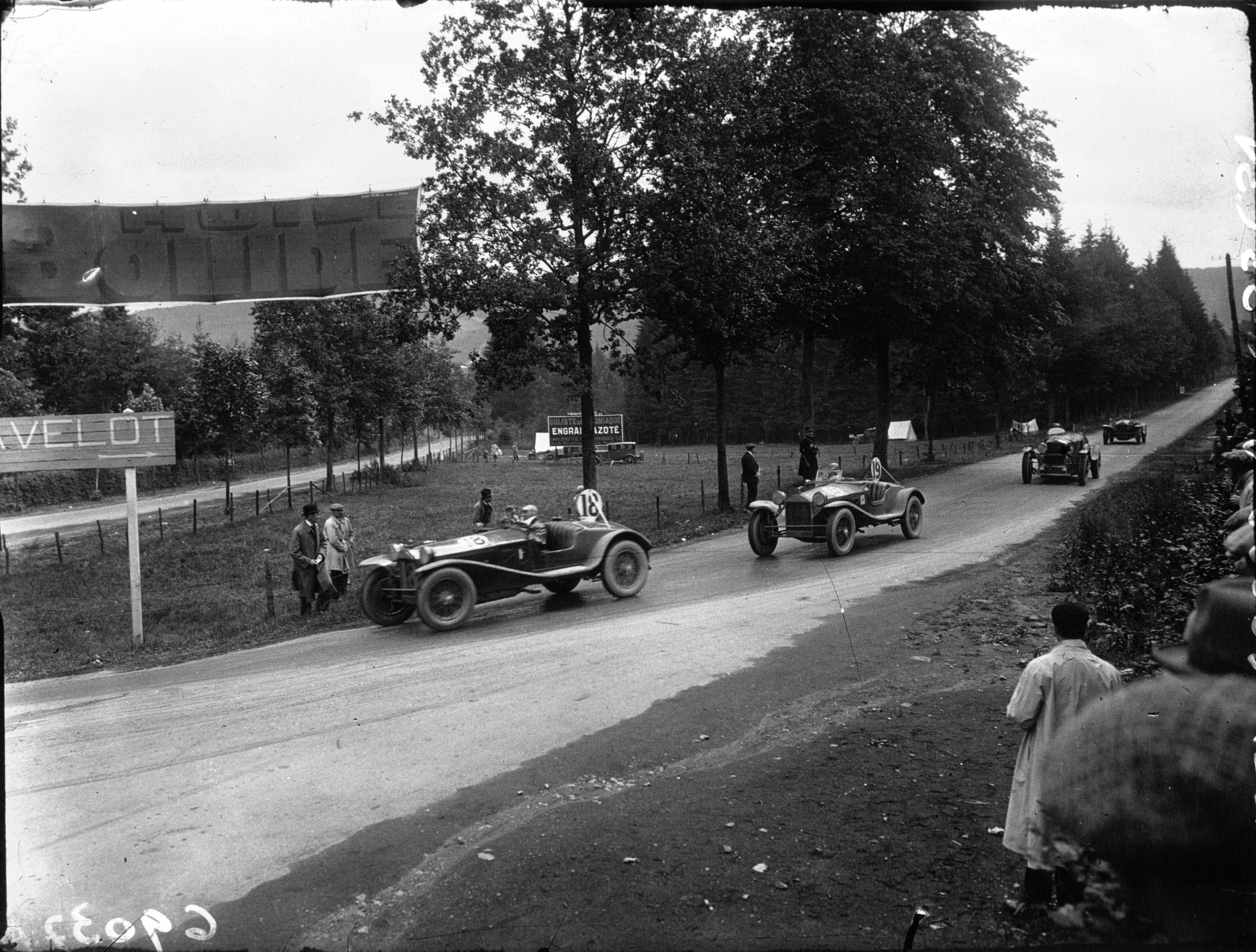
Zwei Lancia Lambda (vorne, Startnummern 18 und 19) bei der Anfahrt zu La Source

Das sechste 24-Stunden-Rennen von Spa-Francorchamps, auch Belgian Touring Car Grand Prix, 24 heures de Spa, fand am 7. und 8. Juli 1929 auf dem Circuit de Spa-Francorchamps statt.

## Das Rennen
Wie im Jahr davor meldete die Motorsportabteilung von Alfa Romeo drei Alfa Romeo 6C für das belgische 24-Stunden-Rennen. Gefahren wurden die Wagen von den Teams Robert Benoist/Attilio Marinoni, Louis Rigal/Goffredo Zehender und Ferdinando Minoia/Carlo Canavesi. Einen vierten Alfa Romeo meldete der britische Ingenieur und Rekordfahrer George Eyston. Sein Rennpartner war Boris Iwanowski, der das Rennen 1928 gemeinsam mit Marinoni gewonnen hatte. Aus Frankreich kamen zwei große Chrysler 75, gemeldet von der Grand Garage Saint-Didier Paris und gefahren von Henri Stoffel, André Rossignol, Cyril de Vère und Marcel Mongin.
Das Rennen endete mit einem Alfa-Romeo-Dreifachsieg. Im Ziel hatten Robert Benoist und Attilio Marinoni zwei Runden Vorsprung auf George Eyston und Boris Iwanowski. Zwei Personen verloren während der Veranstaltung ihr Leben. Der populäre belgische Rennfahrer Freddy Charlier, der seine sportliche Karriere als Eishockeyspieler begann, verunfallte in der zweiten Rennstunde tödlich. Er verlor er Ausgangs der Malmedy-Kurve in Richtung der Masta-Gerade die Kontrolle über seinen Bugatti T43. Der Wagen kam von der Strecke ab, überschlug sich und prallte gegen einen Baum. Charlier erlitt dabei tödliche Kopfverletzungen. Mehrere Personen eilten zur Unfallstelle, unter ihnen vier diensttuende Gendarmen, die erste Hilfe leisten wollten. Beim Überqueren der Straße erfasste sie der von Kervijn de Lettenhove gefahrene Minerva AKS und verletzte einen von ihnen tödlich.

## Ergebnisse

### Schlussklassement
| 1               | 2.0   | 23 | Soc. Anon. Alfa Romeo                          | Robert Benoist Attilio Marinoni        | Alfa Romeo 6C 1750 SS | 164 |
| 2               | 1.5   | 16 | George Eyston                                  | George Eyston Boris Iwanowski          | Alfa Romeo 6C 1500 tf | 162 |
| 3               | 2.0   | 26 | Soc. Anon. Alfa Romeo                          | Louis Rigal Goffredo Zehender          | Alfa Romeo 6C 1750 SS | 152 |
| 4               | 3.0   | 18 |                                                | Franz Gouvion Jean Swaelens            | Lancia Lambda         | 150 |
| 5               | 3.0   | 19 |                                                | Frédéric Théllusson Telesphore Georges | Lancia Lambda         | 150 |
| 6               | 5.0   | 7  | Grand Garage Saint-Didier Paris                | Henri Stoffel André Rossignol          | Chrysler 75           | 147 |
| 7               | 5.0   | 6  | Grand Garage Saint-Didier Paris                | Cyril de Vère Marcel Mongin            | Chrysler 75           | 145 |
| 8               | 3.0   | 21 |                                                | Emile Cornil Maurice Minsart           | Georges Irat          | 143 |
| 9               | 3.0   | 15 | Barthélémy Bruyère                             | Barthélémy Bruyère Porta               | Bugatti T44           | 142 |
| 10              | 5.0   | 8  |                                                | Hommel Delvaux                         | Chrysler 75           | 138 |
| 11              | 5.0   | 5  |                                                | Saint Agnes Lerban                     | Auburn                | 136 |
| 12              | 1.5   | 27 | Alphonse Evrard                                | Alphonse Evrard van Stappen            | Bugatti T37           | 132 |
| 13              | 1.1   | 40 | Société des Automobile Ariès                   | Arthur Duray Robert Laly               | Ariès CC4             | 129 |
| 14              | 3.0   |    |                                                | Abel Blin d’Orimont Conde Legrelle     | Lancia Lambda         | 126 |
| 15              | 1.1   | 33 |                                                | Marcel Rouleau Roger Rouleau           | Amilcar               | 126 |
| 16              | 1.5   | 30 |                                                | Triand Dumoret-Vanhoff                 | SCAP                  | 117 |
| 17              | 1.1   |    | Société des Construction Automobile Parisienne | Lucien Lemesle Henri Godard            | S.C.A.P. Type O       | 104 |
| Disqualifiziert |       |    |                                                |                                        |                       |     |
| 18              | + 5.0 |    | Minerva Motors                                 | Francotte van Parijs                   | Minerva AKS           |     |
| Ausgefallen     |       |    |                                                |                                        |                       |     |
| 19              | 3.0   |    | Guy Bouriat                                    | Guy Bouriat Joseph Reinartz            | Bugatti T44           |     |
| 20              | 2.0   | 24 | Soc. Anon. Alfa Romeo                          | Ferdinando Minoia Carlo Canavesi       | Alfa Romeo 6C 1750 SS |     |
| 21              | 3.0   |    | Max Thirion                                    | Max Thirion Fernand Sigrand            | Bugatti T44           |     |
| 22              | 1.5   |    | Bollack, Netter et Cie                         | Michel Doré Jean Treunet               | B.N.C. Acacias        |     |
| 23              | 5.0   |    |                                                | Thoua Barigand                         | Chrysler 75           |     |
| 24              | + 5.0 |    | Minerva Motors                                 | Jacques Lamarche Jacques Ledure        | Minerva AKS           |     |
| 25              | + 5.0 | 1  | Minerva Motors                                 | Docq Compte Kervijn de Lettenhove      | Minerva AKS           |     |
| 26              | + 5.0 | 4  | Minerva Motors                                 | Nicolas Caerels Hage                   | Minerva AKS           |     |
| 27              | 3.0   | 11 | Freddy Charlier                                | Freddy Charlier                        | Bugatti T43           |     |
| 28              | 1.5   | 28 |                                                | Franz Breyre                           | Chenard & Walcker     |     |

### Nur in der Meldeliste
Hier finden sich Teams, Fahrer und Fahrzeuge, die ursprünglich für das Rennen gemeldet waren, aber aus den unterschiedlichsten Gründen daran nicht teilnahmen.
| Pos. | Klasse | Nr. | Team | Fahrer | Chassis          |
| ---- | ------ | --- | ---- | ------ | ---------------- |
| 29   |        |     |      |        | SCAP             |
| 30   |        |     |      |        | B.N.C.           |
| 31   |        |     |      |        | Corre-La Licorne |
| 32   |        |     |      |        | Bugatti          |
| 33   |        |     |      |        | Amilcar          |
| 34   |        |     |      |        | B.N.C.           |
| 35   |        |     |      |        | SCAP             |
| 36   |        |     |      |        | SCAP             |
| 37   |        |     |      |        | Rally            |

### Klassensieger
| Klasse | Fahrer                  | Fahrer           | Fahrzeug              | Platzierung im Gesamtklassement |
| ------ | ----------------------- | ---------------- | --------------------- | ------------------------------- |
| + 5.0  | kein Teilnehmer im Ziel |                  |                       |                                 |
| 5.0    | Henri Stoffel           | André Rossignol  | Chrysler 75           | Rang 6                          |
| 3.0    | Franz Gouvion           | Swaelens         | Lancia Lambda         | Rang 4                          |
| 2.0    | Robert Benoist          | Attilio Marinoni | Alfa Romeo 6C 1750 SS | Gesamtsieg                      |
| 1.5    | George Eyston           | Boris Iwanowski  | Alfa Romeo 6C 1500 tf | Rang 2                          |
| 1.1    | Arthur Duray            | Robert Laly      | Ariès CC4             | Rang 13                         |

### Renndaten
- Gemeldet: 37
- Gestartet: 28
- Gewertet: 17
- Rennklassen: 6
- Zuschauer: unbekannt
- Wetter am Renntag: trocken und warm
- Streckenlänge: 14,914 km
- Fahrzeit des Siegerteams: 24:00:00.000 Stunden
- Gesamtrunden des Siegerteams: 164
- Gesamtdistanz des Siegerteams: 2441,200 km
- Siegerschnitt: 101,300 km/h
- Pole Position: unbekannt
- Schnellste Rennrunde: Robert Benoist – Alfa Romeo 6C 1750 SS (#23)
- Rennserie: zählte zu keiner Rennserie